# Break the Rules (Status Quo 2015)
Break The Rules è un brano della rock band inglese Status Quo, uscito come singolo nel maggio del 2015. Si tratta della versione acustica dell'omonimo singolo del 1974.

## Tracce
1. Break the Rules - 3:09 - (Rossi)

## Formazione
- Francis Rossi - chitarra, voce
- Rick Parfitt - chitarra, voce, ukulele
- Andy Bown - chitarra, mandolino, armonica, piano, voce
- John 'Rhino' Edwards - basso, chitarra, voce
- Leon Cave - chitarra, batteria, voce

Musicisti supplementari
- Freddie Edwards - chitarra
- Geraint Watkins − fisarmonica
- Martin Ditcham − percussioni
- Amy Smith − cori
- Hannah Rickart - cori, violino
- Lucy Wilkins − violino
- Gillon Cameron - violino
- Howard Gott − violino
- Alison Dods − violino
- Sophie Sirota − viola
- Sarah Wilson − violoncello